# 레드 코너
《레드 코너》(영어: Red Corner)는 미국에서 제작된 존 애브넷 감독의 1997년 미스터리 스릴러 영화이다. 리처드 기어 등이 출연하였고, 조던 커너 등이 제작에 참여하였다.

## 줄거리
중국 정부와의 공동 사업 일환인 통신 위성 계약을 완료하기 위해 중국에 온 미국인 사업가 잭은 술에 취한 상태에서 하룻밤을 보낸 중국 장군의 딸이 사망하면서 살인자라는 누명을 쓴다. 국선변호인 션웨린은 처음엔 그를 믿지 않지만 무죄를 확신하게 되면서 열띤 변호를 통해 고위직들이 얽혀있는 음모의 진범을 밝혀낸다.

## 출연
- 리처드 기어 - 잭 모어 역
- 바이 링 - 션웨린 역
- 브래들리 휫퍼드 - 밥 게리 역
- 바이런 맨 - 린단 역
- 피터 도냇 - 데이비드 매캔드루스 역
- 로버트 스탠턴 - 에드 프랫 역
- 저우차이친 - 쉬 재판장 역
- 제임스 홍 - 린셔우 역
- 지 마 - 리청 역
- 리처드 벤처 - 리드 대사 역
- 로저 유안 - 환밍루 역
- 헨리 오 - 양 검찰장 역

## 기타 제작진
- 공동 제작: 마틴 휴버티, 리사 린드스트럼
- 협력 제작: 네이딘 시프
- 미술: 리처드 실버트
- 의상: 앨버트 울스키